# شرور (فیلم ۱۹۷۱)
شرور (به انگلیسی: Villain) یک فیلم گانگستری محصول سال ۱۹۷۱ میلادی به کارگردانی مایکل تاچنر و با بازی ریچارد برتون، ایان مک شین، نیگل داونپورت و دونالد سیندن. این فیلم براساس رمان "بار سنگین اثبات" اثر جیمز بارلو در سال ۱۹۶۸ ساخته شده‌است.

## فیلمبرداری
این فیلم بیش از ده هفته در اواخر سال ۱۹۷۰ فیلمبرداری شد. لوکیشن‌ها خارجی در شرق لندن انجام شد.